# 塔克原熱帶鯰
塔克原熱帶鯰，為輻鰭魚綱鯰形目北非鯰科的其中一種，分布於亞洲印度西高止山的淡水流域，體長可達42公分，棲息在溪流底層水域，屬肉食性，以昆蟲為食，生活習性不明，可做為食用魚。